# أشلي إشام
أشلي إشام (بالإنجليزية: Ashley Isham)‏ هو مصمم أزياء سنغافوري، ولد في 1976.